# Rudy Gay
Rudy Carlton Gay Jr. (* 17. August 1986 in Baltimore, Maryland) ist ein ehemaliger US-amerikanischer Basketballspieler, der zwischen 2006 und 2023 in der National Basketball Association (NBA) aktiv war. Zuletzt stand er bei den Utah Jazz unter Vertrag.

## High-School- und College-Karriere
In seiner Jugend spielte Gay zuerst an der Eastern Technical High School in Baltimore für zwei Jahre, bis er im Sommer 2002 aufgrund seines Talents an die ambitionierte Arch Bishop Spalding High School wechselte, wo er wiederum zwei Jahre verbrachte. Als er die High School verließ, war er als einer der besten Spieler seines Jahrgangs bekannt und erhielt eine ganze Reihe von Auszeichnungen und Preisen. Unter anderem wurde er in das McDonald's All-American Team gewählt, das aus den besten High-School-Spielern der ganzen USA zusammengesetzt ist.
Daraufhin erhielt Rudy Gay ein Stipendium der University of Connecticut, einer der besten Basketball-Unis Nordamerikas. In seinem Sophomore-Jahr am College, das er höchst erfolgreich bestritt, wurde ihm die Ehre einer Nominierung zum besten Collegespieler der USA zu Teil. In dieser Saison führte er sein College-Team, die UConn Huskies, mit 15,2 Punkten pro Spiel zu einer 30:3 Bilanz, bis sie in Verlängerung gegen das Überraschungsteam der George Mason Patriots aus Virginia 84:86 verloren. Trotz des enttäuschenden Endes seines zweiten Collegejahres entschied sich Gay, das College zu verlassen, um sich zum NBA-Draft anzumelden.

## NBA-Karriere

### Memphis Grizzlies (2006–2013)
Die Houston Rockets wählten im NBA Draft 2006 den hochgehandelten Rudy Gay an 8. Stelle, um ihn dann noch in derselben Nacht zusammen mit Stromile Swift in Austausch für den etablierten Shane Battier zu den Memphis Grizzlies zu transferieren.
In seinem ersten NBA-Jahr schaffte es Gay bereits einige Male zu glänzen und zählte mit durchschnittlich 10,8 Punkten und 4,5 Rebounds nicht nur zu den besten Spielern seines Teams, sondern auch zu den besten Rookies der NBA. Er wurde in das NBA All-Rookie First Team berufen. Doch nicht nur durch starke Leistungen machte er auf sich aufmerksam, Rudy sorgte vor allem mit seinen sehr spektakulären Dunks für viel Aufsehen.
Bei den Grizzlies etablierte er sich über die Jahre als Topscorer der Mannschaft und erzielte etwa 19 Punkte pro Spiel in dieser Zeit. 2011 erreichte er erstmals mit den Grizzlies die Playoffs, musste jedoch verletzungsbedingt aussetzen. 2012 erreichte man erneut die Playoffs, wo man jedoch in der ersten Runde ausschied.

### Toronto Raptors (2013)
Im Januar 2013 wurde Gay im Rahmen eines Drei-Team-Tausches zu den Toronto Raptors transferiert. Im Gegenzug wechselten unter anderem José Calderón zu den Detroit Pistons und Tayshaun Prince zu den Memphis Grizzlies. Mit den Raptors verpasste er die Playoffs.

### Sacramento Kings (2013–2017)
Für die Raptors lief Gay nur bis November 2013 auf. Anfang Dezember wurde er von Toronto Raptors zu den Sacramento Kings transferiert. In diesem Trade wurde neben Gay auch Center Aaron Gray und Forward Quincy Acy an Sacramento abgegeben. Die Raptors bekamen im Gegenzug Greivis Vásquez, John Salmons, Patrick Patterson  und Chuck Hayes. Zuvor war Gay für die ersten Spiele der Saison 2013/14 Kapitän der Mannschaft der Raptors.
Auch bei den Kings wollte sich kein Erfolg einstellen und die Playoffs wurden verpasst. Dennoch verlängerte er am 19. November 2014 seinen Vertrag bei der Mannschaft um drei Jahre und 40 Millionen US-Dollar. Für die Kings war Gay bis 2017 aktiv, wobei er einen Großteil der Saison 2016/17 aufgrund einer Fußverletzung verpasste. Trotz der Verletzung stieg Gay 2017 aus seinem noch laufenden Vertrag in Sacramento aus, um einen neuen Kontrakt annehmen zu können.

### San Antonio Spurs (2017–2021)
Nachdem diverse Teams Angebote unterbreitet hatten, entschloss sich Gay im Juli 2017 einen Vertrag über zwei Jahre und 17 Millionen US-Dollar bei den San Antonio Spurs zu unterschreiben. Bei den Spurs verdiente Gay zunächst weniger Geld, kam aber in ein Team, welches deutlich bessere Chancen auf sportlichen Erfolg in der Liga hatte.

### Utah Jazz (2021–2023)
Am 3. August 2021 unterschrieb Gay einen 2-Jahres-Vertrag im Wert von $12,1 Millionen bei den Utah Jazz. Am 29. Oktober 2024 erklärte er seinen Rücktritt vom aktiven Basketball.

## Nationalmannschaft
Gay war Mitglied der Basketballnationalmannschaft der Vereinigten Staaten. Mit dieser gewann er 2010 und 2014 jeweils die Basketball-WM.

## Auszeichnungen
- NBA All-Rookie First Team

## Karriere-Statistiken

### NBA

#### Reguläre Saison
| Saison  | Team                 | GP   | GS  | MPG  | FG % | 3P % | FT % | RPG | APG | SPG | BPG | PPG  |
| ------- | -------------------- | ---- | --- | ---- | ---- | ---- | ---- | --- | --- | --- | --- | ---- |
| 2006–07 | Memphis              | 78   | 43  | 27.0 | .422 | .364 | .727 | 4.5 | 1.3 | 0.9 | 0.9 | 10.8 |
| 2007–08 | Memphis              | 81   | 81  | 37.0 | .461 | .346 | .785 | 6.2 | 2.0 | 1.4 | 1.0 | 20.1 |
| 2008–09 | Memphis              | 79   | 78  | 37.3 | .453 | .351 | .767 | 5.5 | 1.7 | 1.2 | 0.7 | 18.9 |
| 2009–10 | Memphis              | 80   | 80  | 39.7 | .466 | .327 | .752 | 5.9 | 1.9 | 1.5 | 0.8 | 19.6 |
| 2010–11 | Memphis              | 54   | 54  | 39.9 | .471 | .396 | .805 | 6.2 | 2.8 | 1.7 | 1.1 | 19.8 |
| 2011–12 | Memphis              | 65   | 65  | 37.3 | .455 | .312 | .791 | 6.4 | 2.3 | 1.5 | 0.8 | 19.0 |
| 2012–13 | Memphis / Toronto    | 75   | 74  | 35.8 | .416 | .323 | .814 | 6.1 | 2.7 | 1.5 | 0.7 | 18.2 |
| 2013–14 | Toronto / Sacramento | 73   | 73  | 34.7 | .455 | .330 | .822 | 6.0 | 2.9 | 1.3 | 0.8 | 20.0 |
| 2014–15 | Sacramento           | 68   | 67  | 35.4 | .455 | .359 | .858 | 5.9 | 3.7 | 1.0 | 0.6 | 21.1 |
| 2015–16 | Sacramento           | 70   | 70  | 34.0 | .463 | .344 | .780 | 6.5 | 1.7 | 1.4 | 0.7 | 17.2 |
| 2016–17 | Sacramento           | 30   | 30  | 33.8 | .455 | .372 | .855 | 6.3 | 2.7 | 1.5 | 0.9 | 18.7 |
| 2017–18 | San Antonio          | 57   | 6   | 21.6 | .471 | .314 | .772 | 5.1 | 1.3 | 0.8 | 0.7 | 11.5 |
| 2018–19 | San Antonio          | 69   | 51  | 26.7 | .504 | .402 | .816 | 6.8 | 2.6 | 0.8 | 0.5 | 13.7 |
| 2019–20 | San Antonio          | 67   | 5   | 21.8 | .466 | .336 | .882 | 5.4 | 1.7 | 0.5 | 0.5 | 10.8 |
| 2020–21 | San Antonio          | 63   | 1   | 21.6 | .420 | .381 | .804 | 4.8 | 1.4 | 0.7 | 0.6 | 11.4 |
| 2021–22 | Utah                 | 55   | 1   | 18.9 | .414 | .345 | .785 | 4.4 | 1.0 | 0.5 | 0.3 | 8.1  |
| 2022–23 | Utah                 | 56   | 0   | 14.6 | .380 | .254 | .857 | 2.9 | 1.0 | 0.3 | 0.3 | 5.2  |
| Gesamt  | Gesamt               | 1120 | 779 | 30.9 | .452 | .346 | .799 | 5.6 | 2.0 | 1.1 | 0.7 | 15.8 |

#### Play-offs
| Saison  | Team        | GP | GS | MPG  | FG % | 3P % | FT % | RPG | APG | SPG | BPG | PPG  |
| ------- | ----------- | -- | -- | ---- | ---- | ---- | ---- | --- | --- | --- | --- | ---- |
| 2011–12 | Memphis     | 7  | 7  | 39.9 | .421 | .211 | .825 | 6.6 | 1.4 | 1.3 | 0.3 | 19.0 |
| 2017–18 | San Antonio | 5  | 4  | 32.0 | .400 | .222 | .556 | 5.6 | 2.2 | 1.6 | 0.2 | 12.2 |
| 2018–19 | San Antonio | 7  | 0  | 25.6 | .400 | .421 | .824 | 7.1 | 1.7 | 0.4 | 0.7 | 11.1 |
| Gesamt  | Gesamt      | 19 | 11 | 32.5 | .410 | .286 | .788 | 6.5 | 1.7 | 1.1 | 0.4 | 14.3 |